# Adolph Nägel
Adolph Nägel (* 16. Dezember 1875 in Döhlen; † 17. September 1939 in Dresden) war ein deutscher Maschinenbauingenieur und Hochschullehrer.

## Leben

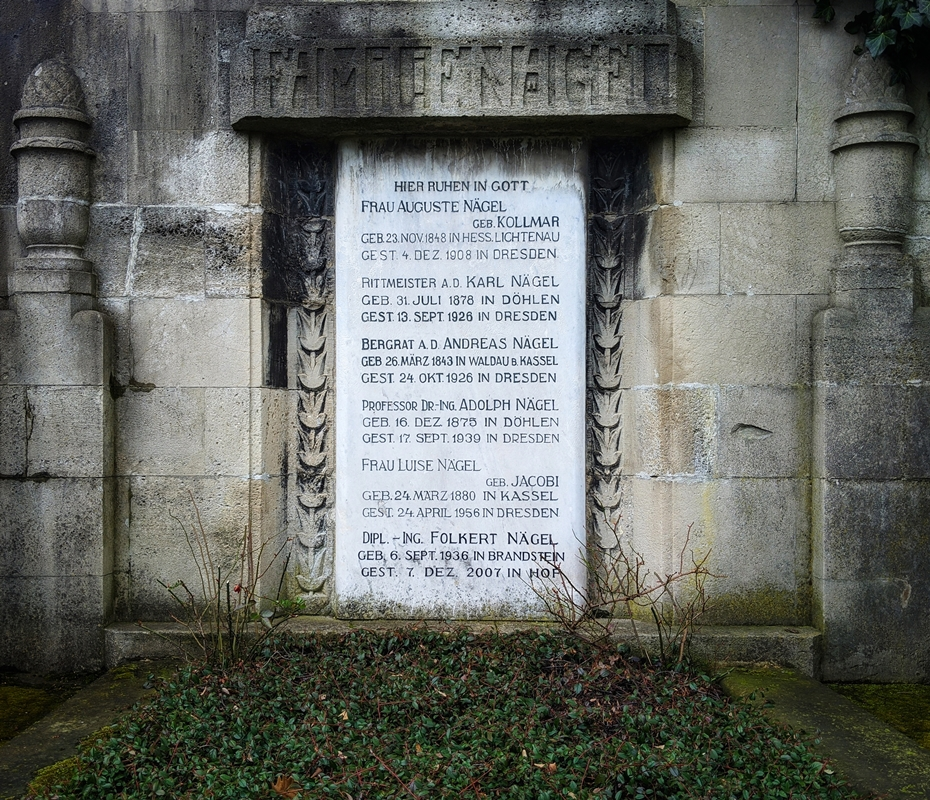
Grabstätte der Familie Nägel mit der Inschrift für Adolph Nägel auf dem Friedhof Döhlen

Nach dem Abitur in Dresden studierte Adolph Nägel an der Technischen Hochschule Dresden ab 1894 Maschinenbau. Hier schloss er sich dem Corps Thuringia an. Mit Unterbrechungen für ein Industriepraktikum und den Militärdienst schloss er das Studium 1903 mit Auszeichnung als Dipl.-Ing. ab. Als erster Assistent am Lehrstuhl für Wärmekraftmaschinen wurde er 1906 bei Richard Mollier zum Dr.-Ing. promoviert. Nach der Habilitation im Jahre 1907 wurde er 1908 als Ordinarius auf den Lehrstuhl für Kolbenmaschinen im Maschinenlaboratorium der TH Dresden berufen. 1918 wurde unter seiner Leitung das Institut für Kraftfahrzeugtechnik an der TH Dresden begründet. Von 1923 bis 1925 und von 1928 bis 1929 war Adolph Nägel Rektor der TH Dresden. 1929 wurde er Kurator des Vereins Deutscher Ingenieure (VDI). Im November 1933 unterzeichnete er das Bekenntnis der deutschen Professoren zu Adolf Hitler.
Bis zu seinem Tod war er Mitglied im Aufsichtsrat der Auto Union AG in Chemnitz.
Adolph Nägel war eine der führenden Persönlichkeiten in der wissenschaftlichen Erforschung der Arbeitsverfahren schnelllaufender Dieselmotoren und Verbrennungsmotoren generell.

## Schriften (Auswahl)
- Versuche über die Zündgeschwindigkeit explosibler Gasgemische. Schade, Berlin 1907 (Zugl.: Dresden, Techn. Hochsch., Diss., 1907).
- Versuche über die Zündgeschwindigkeit explosibler Gasgemische, Versuche an der Gasmaschine über den Einfluß des Mischungsverhältnisses. Springer, Berlin 1908 (Mitteilungen über Forschungsarbeiten auf dem Gebiete des Ingenieurwesens, insbesondere aus den Laboratorien der technischen Hochschulen; 54).
- Maschinenwesen. In: Gustav Abb (Hrsg.): Aus fünfzig Jahren deutscher Wissenschaft. Die Entwicklung ihrer Fachgebiete in Einzeldarstellungen. de Gruyter, Berlin 1930, S. 452–460.

## Auszeichnungen
Adolph Nägel wurden folgende Auszeichnungen zuteil:
- Mitglied der Preußischen Akademie der Wissenschaften
- Mitglied der Deutschen Akademie in München
- Laval-Denkmünze der Königlich Schwedischen Akademie der Ingenieurwissenschaften, verliehen 1927
- Dr. rer. pol. h. c. der Universität Berlin, verliehen 1928
- Dr.-Ing. E. h. der Technischen Hochschule München, verliehen 1929
- Goethe-Medaille für Kunst und Wissenschaft, verliehen 1932
- Goldener Ehrenring des Deutschen Museums München, verliehen 1932